# Équipe du Tadjikistan féminine de football
Cet article traite de l'équipe féminine. Pour l'équipe masculine, voir Équipe du Tadjikistan de football.
Maillots
L’équipe du Tadjikistan féminine de football est la sélection représentant le Tadjikistan dans les compétitions internationales de football féminin, placée sous l'égide de la Fédération du Tadjikistan de football. 

## Histoire
La sélection dispute son premier match international le 28 février 2017 contre le Kirghizistan, une rencontre amicale disputée sur terrain neutre au Kazakhstan et s'inscrivant dans la préparation aux éliminatoires de la Coupe d'Asie 2018, le match se conclut sur un nul 1-1. Désigné pays hôte de son groupe de qualification, le Tadjikistan démarre sa campagne de la meilleure des manières avec une victoire d'entrée contre l'Irak ; puisque les Tadjikes remportent ce match sur le score de 1-0, ce qui représente le premier succès de l'histoire du pays en match officiel. L'équipe essuie cependant 4 autres défaites et ne se qualifie pas pour la phase finale.
L'équipe est troisième du Championnat d'Asie centrale féminin de football en 2018.

## Classement FIFA
| Année              | 2017 | 2018 | 2019 | 2020 | 2021 | 2022 | 2023 | 2024 |
| ------------------ | ---- | ---- | ---- | ---- | ---- | ---- | ---- | ---- |
| Classement mondial | 99   | 124  | ?    | ?    | ?    | ?    | ?    | ?    |